# Dead Can Dance (1981 – 1998)
Dead Can Dance (1981 – 1998) е бокс сет на австралийското неокласическо/даркуейв/ню ейдж дуо Дед Кен Денс, издаден на 19 ноември 2001 г. и съдържащ четири компакт диска и един видео диск, съдържащ концертното издание на албума Toward the Within. Въпреки че компилацията съдържа множество песни от всички техни официални издания, допълнително са включени доста неиздавани дотогава записи и предишни изпълнения на живо на групата.

## Характеристики
Въпреки че повечето от песните са взети от предишни издадени албуми, този бокс сет съдържа и голям брой рядкости.
- Frontier (Демо) и The Protagonist първоначално са издадени в компилацията на 4AD от 1987 г. Lonely Is an Eyesore.
- Labour of Love, Ocean, Orion и Threshold са записани за шоуто на Джон Пейлс през 1983 г.
- През 1984 г. последвала Пийл Сесия продуцира версията на Carnival of Light, съдържаща се в този бокс сет.
- Sloth (Radio) е записан за радио и по-късно е издадена студийна версия в соловия албум на Брендан Пери Eye of the Hunter.
- Bylar, композиция на Лиса Джерард и Робърт Пери (братът на Брендан), е взета от изпълнение на живо, записано на 10 юли 1996 г. в Театър „Кесуик“ в Гленсайд, Пенсилвания за общественото радио шоу Echoes. Първоначално е издаден през 1996 г. в The Echoes Living Room Concerts Volume 2.
- Gloridean е наличен преди това само във видеото на Towards The Within, но не се появява в CD версията.
- Sambatiki е издаден преди това като съпътстваща песен в програмата на турнето Spiritchaser.
- The Lotus Eaters е неиздавана досега песен от сесиите за прекратения осми албум на групата.

## Песни
Всички песни са написани от Дед Кен Денс.

### Диск 1
1. Frontier (Demo) – 1981
2. Labour of Love (Radio) – 1983
3. Ocean (Radio) – 1983
4. Orion (Radio) – 1983
5. Threshold (Radio) – 1983
6. Carnival of Light – 1984
7. In Power We Entrust the Love Advocated – 1984
8. De Profundis (Out of the Depths of Sorrow) – 1985
9. Avatar – 1985
10. Enigma of the Absolute – 1985
11. Summoning of the Muse – 1987
12. Anywhere out of the World – 1987
13. Windfall – 1987
14. Cantara – 1987
15. In the Kingdom of the Blind the One-eyed Are Kings – 1988
16. Bird – 1991
17. The Protagonist – 1984

### Диск 2
1. Severance – 1988
2. The Host of Seraphim – 1988
3. Song of Sophia – 1988
4. The Arrival and the Reunion – 1990
5. Black Sun – 1990
6. The Promised Womb – 1990
7. Saltarello – 1990
8. The Song of the Sibyl – 1990
9. Spirit – 1991
10. Yulunga (Spirit Dance) – 1993
11. The Ubiquitous Mr. Lovegrove – 1993
12. Sloth (Radio) – 1993
13. Bylar – 1996
14. The Carnival Is Over – 1993
15. The Spider's Stratagem – 1993
16. The Wind That Shakes the Barley (Radio) – 1993
17. How Fortunate the Man with None – 1993

### Диск 3
1. I Can See Now – 1994
2. American Dreaming – 1994
3. Tristan – 1994
4. Sanvean – 1994
5. Rakim – 1994
6. Gloridean – 1994
7. Don't Fade Away – 1994
8. Nierika – 1996
9. Song of the Nile – 1996
10. Sambatiki – 1996
11. Indus – 1996
12. The Snake and the Moon (Edit) – 1996
13. The Lotus Eaters – 1998

### Disc 4
- Toward the Within – концертен запис

## Състав
- Ричард Ейвисън – тромбон
- Тони Айрес – тимпани
- Джон Бонар – перкусии, аранжор, клавишни, вокали, виола
- Чарли Буи – помощник инженер
- Питър Бърк – перкусии, клавишни
- Сара Бъкли – виола
- Ги Шарбоно – инженер, смесване
- Андрю Клакстън – туба, клавишни, тромбон (бас)
- Мартин Коли – инженер
- Каролин Костин – цигулка
- Дед Кен Денс – аранжимент, продуценти
- Джон Дент – мастъринг
- Пол Ериксън – бас
- Димитри Ерлих – интервюиращ
- Гюс Фъргюсън – виолончело
- Тони Гамадж – виолончело, виолончело
- Пиеро Гаспарини – виола
- Лиса Джерард – перкусии, вокали, инструменти, янгцин
- Джо Гилингам – инженер
- Дейл Бъфин Грифин – продуцент
- Алисън Харлинг – цигулка
- Ланс Хоган – китара, перкусии, китара (бас)
- Саймън Хог – тромбон
- Андрю Хътън – сопран (вокал)
- Ребека Джаксън – цигулка
- Паскал Яфет – перкусии
- Кени Джоунс – инженер
- Мартин Макгарик – виолончело
- Джейсън Мичъл – Мастеринг
- Rónán Ó Snodaigh – перкусии, вокали
- Брендън Пери – китара, перкусии, вокали, хърди-гърди, инструменти
- Робърт К. Пери – бузуки, перкусии, дървени духови инструменти, уиленови тръби
- Джеймс Пинкър – перкусии, тимпани
- Рено Пион – турски кларинет
- Джон А. Ривърс – продуцент, мастъринг
- Андрю Робинсън – цигулка
- Ан Робинсън – цигулка
- Емлин Сингълтън – цигулка
- Джон Сингълтън – Тромбон
- Петер Улрих – перкусии, барабани, тимпани, барабани (snare)
- Рут Уотсън – обой
- Скот Роджър – бас
- Джон Уилет – Превод
- Греъм Ууд – дизайн, фотография

|  | Тази страница частично или изцяло представлява превод на страницата Dead Can Dance (1981–1998) в Уикипедия на английски. Оригиналният текст, както и този превод, са защитени от Лиценза „Криейтив Комънс – Признание – Споделяне на споделеното“, а за съдържание, създадено преди юни 2009 година – от Лиценза за свободна документация на ГНУ. Прегледайте историята на редакциите на оригиналната страница, както и на преводната страница, за да видите списъка на съавторите. ВАЖНО: Този шаблон се отнася единствено до авторските права върху съдържанието на статията. Добавянето му не отменя изискването да се посочват конкретни източници на твърденията, които да бъдат благонадеждни. |